# Forever (canción de Mariah Carey)
«Forever» (en español: «Para Siempre») es una canción escrita y producida por la cantante estadounidense Mariah Carey y Walter Afanasieff del álbum Daydream. La protagonista de esta balada romántica inspirada en los años 1950 reconoce que la relación con su pareja ha terminado, y a la vez le dice que siempre será suyo en su corazón. Se publicó como el quinto sencillo del álbum en 1996 en la mayor parte de los mercados, excepto en Estados Unidos, por lo que no apareció en la lista Billboard Hot 100 (la revista Billboard establecía entonces que sólo entrarían en la lista aquellas canciones que se lanzasen como sencillo comercial), aun así fue lanzada como un sencillo exclusivamente para las estaciones de radio en dicho país y alcanzó el puesto número nueve en el Hot 100 Airplay, fuera de los EE. UU., la canción alcanzó el número 11 en Canadá, 40 en Nueva Zelanda y 44 en los Países Bajos.. El video musical de la canción es un collage de fragmentos de los espectáculos de Carey en el Tokyo Dome, durante su Daydream World Tour en 1996. La mayor parte del video es la interpretación de la canción durante uno de los tres shows japoneses en la gira.

## Composición
"Forever" fue escrita y producida por Carey y Walter Afanasieff a principios de 1995. La canción está escrita en la clave de A ♭ mayor y presenta una progresión de acordes básica de A ♭ -C / G-Fm / E ♭ -D ♭ -E♭. Durante la canción, la voz de Carey se extiende desde la nota baja de G3 hasta la nota alta de A5. Según el autor Chris Nickson, la instrumentación de la canción y la melodía de retroceso traen recordatorios de baladas de los años 50 y 60. El retroceso se presentó a través de los cambios de acordes, y en la forma en que los arpegios de guitarra "se mantuvieron a la vanguardia de la música." "Forever" muestra vocales sutiles y armonización, Nickson describió su voz como "innegablemente rica ". Stephen Holden, del New York Times, la describió como una "balada rock-and-roll" de estilo de los años 50, mientras llamaba a la voz de Carey "magnífica ".

## Recepción
Ken Tucker, un editor de Entertainment Weekly elogió la instrumentación de la canción, escribiendo "Me gusta el ritmo de vals de 'Forever". "Forever" fue lanzada como sencillo solo en los Estados Unidos, y recibió un lanzamiento limitado en Europa. Debido a las reglas de Billboard en el momento de su lanzamiento, "Forever" no era elegible para entrar en el Hot 100. Sin embargo, la canción tuvo éxito en las emisoras de radio estadounidenses, alcanzando el noveno puesto en la lista Hot 100 Airplay y el segundo lugar de la lista Adult Contemporary. En Canadá, la canción alcanzó el número 11 de la edición canadiense el 30 de septiembre de 1996. En Nueva Zelanda, la canción llegó al número 40, manteniéndose en la lista por solo una semana. En la lista holandesa de sencillos, "Forever" alcanzó el número 47, estando presente en la lista durante un total de nueve semanas.

## Vídeo musical y presentaciones en vivo
La primera presentación en vivo de "Forever" fue en octubre de 1995 en el concierto de Carey en el Madison Square Garden. El año siguiente la canción fue parte del setlist de todos los shows del Daydream World Tour en 1996. El video musical de "Forever" fue filmado en uno de los shows japoneses durante la gira. Presenta a Carey cantando la canción en el escenario en el Tokyo Dome. Para el espectáculo y el video, Carey usó un par de pantalones negros y una blusa a juego, junto con una larga gabardina de cuero. Su cabello es ondulado largo, y es de un color dorado-castaño. El video cuenta con tres cantantes de respaldo, un hombre y dos mujeres y una gran pantalla de proyección en la parte trasera del escenario. El audio en vivo de esta actuación fue lanzado en el sencillo.

El video musical en vivo de "Forever" se convierte en el último video que dirige Larry Jordan, quien dirigió varios de sus videos musicales desde 1991.

## Formatos y listas de canciones
Sencillo en CD europeo
1. «Forever» – 4:01
2. «Forever» (Live) – 4:12

Sencillo en CD australiano
1. «Forever» – 4:01
2. «Underneath the Stars» – 3:33
3. «Forever» (Live) – 4:12
4. «Make It Happen» (Live) – 4:43

## Recepción
"Forever" fue un gran éxito en las radios estadounidenses, alcanzando la posición 9 en la lista Hot 100 Airplay y el 2 en la lista Adult Contemporary. También llegó a estar entre las veinte primeras posiciones de Canadá y entre las cuarenta primeras en Australia. El vídeo de la canción, montado por la propia Mariah Carey, se compone de diferentes escenas de su actuación en el Tokyo Dome de Japón, entre las que se intercalan secuencias en blanco y negro de su visita al país nipón. La versión principal del sencillo en CD publicado incluye la versión del álbum de "Forever" y la interpretación en directo del vídeo, la canción "Underneath the Stars" del álbum Daydream y una versión en directo de "Make It Happen".

## Posicionamiento
| Lista (1996)                        | Posición más alta |
| ----------------------------------- | ----------------- |
| Australia (ARIA)                    | 77                |
| Canadá (RPM Singles Chart)          | 13                |
| Estados Unidos (Radio Songs)        | 9                 |
| Estados Unidos (ARC Weekly Top 40)  | 4                 |
| Estados Unidos (Adult Contemporary) | 2                 |
| Estados Unidos (Adult Top 40)       | 16                |
| Estados Unidos (Mainstream Top 40)  | 9                 |
| Estados Unidos (Rhythmic Songs)     | 6                 |
| Filipinas                           | 5                 |
| Nueva Zelanda (Recorded Music NZ)   | 40                |
| Países Bajos (Mega Single Top 100)  | 47                |